# Bolbitis bernoullii
Bolbitis bernoullii là một loài thực vật có mạch trong họ Lomariopsidaceae. Loài này được (Kuhn ex Christ) Ching mô tả khoa học đầu tiên năm 1934.